# Vključevanje ranljivih skupin na trg dela
Ranljive skupine na trgu dela so skupine, ki se zaradi različnih vzrokov težje vključujejo na trg dela, zanje pa velja zaposlovanje pod posebnimi pogoji . Definiranje pripadnikov ranljivih skupin se med različnimi viri razlikuje. Zaradi večje nevarnosti za socialno izključenost in izključenost iz trga dela ima Republika Slovenija, kot tudi Evropska Unija številne zakone in programe, ki ščitijo posameznike iz ranljivih skupin in s pomočjo katerih se lažje vključujejo na trg dela. V Sloveniji so za vključevanje ranljivih odraslih v delovno okolje med številnimi drugimi programi namenjeni tudi program Usposabljanje za življenjsko uspešnost, program Projektno učenje za mlajše odrasle in program Računalniška pismenost za odrasle.

## Kdo so ranljive skupine in kakšen je delež v Sloveniji?
Različni viri ranljive skupine definirajo različno.
Po Zakonu o urejanju trga dela (ZUTD)  so ranljive skupine oseb na trgu dela, v skladu z Uredbo Komisije (ES) št. 800/2008 z dne 6. oktober 2010, tiste skupine oseb, ki se uvrščajo med prikrajšane delavce, resno prikrajšane delavce in invalide. 
Na podlagi omenjene uredbe med prikrajšane delavce spada tista oseba, ki v preteklega pol leta ni imela redno plačane zaposlitve in je prijavljena v vsaj eni evidenci Zavoda Republike Slovenije za zaposlovanje (ZRSZ) ali nima dokončanega srednjega poklicnega oziroma tehniškega izobraževanja ali splošnega srednjega izobraževanja. Med prikrajšane delavce spadajo tudi osebe, ki so starejše od 50 let ali živijo same in imajo enega ali več vzdrževanih članov.
Med resno prikrajšane delavce zakon prišteva tiste osebe, ki so bile zadnjih 24. mesecev ali več nezaposlene. 
V kategorijo invalidov so vključeni tisti, ki imajo na podlagi državne zakonodaje priznan status invalida ali pa priznano omejitev, ki izhaja iz telesnih, duševnih ali psihičnih okvar.
Operativni program razvoja človeških virov 2007-2013  med ranljive skupine prebivalstva, ki se srečujejo z večjo stopnjo tveganja socialne izključenosti in neenakih možnosti, uvršča predvsem:
- ljudi z nizkimi dohodki, katerih preživetje je pogosto odvisno od socialnih transferjev (brezposelni, enostarševske družine, starejše samske osebe, starejše samske ženske)
- invalidi (invalidi brez statusa, s težjimi okvarami, brezposelni)
- brezdomci (zdravstvene in stanovanjske težave)
- Romi (brezposelnost, nizka stopnja izobrazbe, slabe stanovanjske razmere);
- migranti, begunci in iskalci azila (nepoznavanje jezika, zaposlitev, stanovanjski pogoji);
- otroci in mladostniki s težavami v odraščanju
- druge ranljive skupine (žrtve nasilja, odvisniki, osebe s težavami v duševnem zdravju ipd.)

 Čelebič v svojem nacionalnem raziskovalnem poročilu kot ciljne skupine v okviru politik na ravni EU v izobraževanju in na trgu dela omenja: 
starejše, nizko izobražene, imigrante in pripadnike manjšin, nizko kvalificirane delavce, ki jim grozi izključenost, nizko izobražene in posameznike, ki jim primanjkuje osnovnih spretnosti.
Poleg tega posamezni dokumenti omenjajo tudi (izobraževalno) prikrajšane osebe, marginalne skupine, osebe iz prikrajšanih skupin. 
V Sloveniji razni strateški in drugi dokumenti omenjajo razne skupine prebivalstva v izobraževanju in na trgu dela - brezposelni, mladi brezposleni, ki so brez ustrezne izobrazbe, nizko izobraženi, zaposleni, katerih delovno mesto je zaradi nizke stopnje izobraženosti ogroženo, dolgotrajno brezposelni, starejši ipd.
Po statističnih podatkih iz leta 2010 (Resolucija o nacionalnem programu izobraževanja odraslih RS) med ranljive skupine prebivalstva sodi 250 000 prebivalcev Slovenije, kar je 12,5 % slovenskega prebivalstva.

## Kateri so indikatorji izključenosti? >
Sotošek  v priročniku za učitelje indikatorje izključenosti deli na 3 kategorije:

### Ekonomski indikatorji
- otežen dostop do izobraževanja, predvsem študija
- nedostopnost do dela/brezposelnost
- pomanjkanje možnosti izbire pri poklicnem izobraževanju
- pomanjkanje možnosti izbire pri izbiri poklica
- pomanjkanje informacij

### Socialni indikatorji
- institucionalizem, hospitalizem ali azilarno prakso
- socialno varstvo, ki temelji pretežno na načelu skrbi za ljudi, ki potrebujejo pomoč in manj na osebni avtonomiji in individualnih pravicah (infantilizacija in pokroviteljski odnos do uporabnikov socialnega varstva s strani strokovnjakov)
- odsotnost izbire izvajalcev socialnih storitev
- paket pristopa v katerem sistem socialnega varstva človeku ponudi paket storitev, ki jih mora uporabnik sprejeti v celoti ali pa v celoti zavrniti (primer varstveno delovnih centrov, kjer ima oseba zagotovljeno dnevno vodenje in varstvo, vendar le, če obiskuje VDC)
- oteženo gibanje in arhitektonske ovire

### Psihološki indikatorji
- skromna samopodoba in samozavest osebe, ki doživlja izključevanje
- doživljanje interpersonalne ali instititucionalne viktimizacije
- občutek, da je treba biti državi hvaležen
- strah, da bi zahtevanje boljših uslug imelo negativne posledice in privedlo do novih izključevanj
- nezaupanje v institut pravne države
- atribucija ali pripisovanje negativnih identitet
- stereotipi in z njimi obravnavano javno mnenje o določeni socialni problematiki
- socialna izolacija in dolgotrajna osamljenost
- občutek, da nima pomena zahtevati spremembe, saj se ne bo nič spremenilo

## Kakšni so vzroki za težavno vključevanje ranljivih skupin na trg dela?
Vzroki za oteženo vključevanje med skupinami se med seboj razlikujejo    . Ranljive ciljne skupine na trgu dela imajo praviloma kombinacijo več značilnosti, ki jim poslabšujejo položaj na področju zaposljivosti, jim onemogočajo uspešno vključevanje na trg dela in zaposlovanja.
Težave za vključevanje starejših na trg dela najdemo v tem, da je Slovenija v preteklosti imela velik del proizvodnje usmerjen v tekstilno, oblačilno – obutveno industrijo ter kovinsko in strojno opremo. Velika podjetja so zaposlovala manj izobraženo delovno silo, na področju tekstilij predvsem ženske ter starejše, z malo možnosti za hitro prekvalifikacijo. Zgodnje upokojevanje je v tedanjih hitro spreminjajočih se razmerah omogočalo ohranjanje socialne varnosti za omenjene kategorije ljudi ter jih varovalo pred prihodom v odprto brezposelnost. Omenjene razmere so posledično vodile do statistično nizkega deleža zaposlenih starejših oseb ter do nizke povprečne starosti ob upokojitvi. Dejstvo je, da postajajo starejši delavci z leti manj naklonjeni spremembam, potrebujejo čas za prilagoditev na nove delovne pogoje, po drugi strani pa jih odlikujejo dolgoletne izkušnje in znanja, ki lahko pozitivno vplivajo na konkurenčnost podjetja.
Bistveni problem pri zaposlovanju migrantov je njihova nizka izobrazbena raven, nepoznavanje slovenskega jezika in nepoznavanje delovanja trga dela v Sloveniji. Zato je pomemben na področju zaposlovanja v okviru ukrepov aktivne politike zaposlovanja tudi dvig izobrazbene ravni in usposobljenosti migrantov.
Problematika vključevanja Romov v sistem vzgoje in izobraževanja se veže predvsem na problem nedokončane osnovne šole in zgodnjega izstopanja iz sistema, ne da bi pridobili izobrazbo za opravljanje poklica. Sedanje razmere na trgu delovne sile (z relativno visoko stopnjo brezposelnosti ter izrazito strukturno in regionalno brezposelnostjo) so Romom še posebej nenaklonjene, predvsem zaradi neusklajenosti ponudbe in povpraševanja na trgu dela. Zaposlenih je le približno 2 % Romov, medtem ko je nezaposlenih približno 98 %. Ti so odvisni od socialne pomoči države, del pa se ukvarja tudi s sivo ekonomijo (zbiranje odpadnih surovin, nabiranje gozdnih sadežev itd.).

## Ukrepi države in Evropskega socialnega sklada za doseganje večje socialne vključenosti
Ukrepe, v skladom z zakonom o urejanju trga dela RS in evropsko zaposlovalno politiko, določa Operativni program razvoja človeških virov 2007 – 2013.  Socialna aktivacija oseb, ki jih pojmujemo kot ranljive ali deprivilegirane na trgu dela oz. v družbi, je osnovna predpostavka vseh aktivnosti razvojne prioritete enakih možnosti in spodbujanja socialne vključenosti. Spodbujanje socialne vključenosti je v tesni povezavi z zagotavljanjem enakih možnosti, preprečevanjem neenakosti oz. vsakršne diskriminacije na osnovi spola, rase ali etičnega porekla, vere ali prepričanja, starosti, spolne usmerjenosti ter še posebej invalidnosti oz. druge funkcionalne oviranosti.
Temeljna usmeritev je zagotavljanje možnosti dostopa do zaposlitve in socialnega vključevanja vsem ter na ta način preprečevati kakršnokoli obliko diskriminacije na trgu dela in izboljšati zaposljivost ranljivih skupin. Dolgoročni cilj za ciljno skupino te razvojne prioritete torej ni samo polna zaposlenost, ampak tudi ustrezna kvaliteta dela, produktivnost na delovnem mestu ter  posledično socialna kohezija in vključenost v družbo.
Cilj razvojne prioritete je doseči večjo socialno vključenost in zmanjšano materialno ogroženost ranljivih skupin ter z bojem proti vsem oblikam diskriminacije prispevati k uveljavljanju koncepta enakih možnosti.
Z aktivnostmi, ki se izvajajo v okviru četrte razvojne prioritete, se uresničujejo predvsem naslednji speciﬁčni cilji:
1. omogočiti dostop do zaposlitve in usposabljanja ranljivim skupinam z razvojem socialnega in drugih inovativnih oblik podjetništva, ki ustvarjajo nova delovna mesta ter širijo socialne in druge storitve javnega pomena
2. spodbujanje enakih možnosti ter socialne vključenosti med mladimi, zlasti v okviru sistema vzgoje in izobraževanja
3. okrepiti osveščenost javnosti o enakih možnostih kot pozitivni družbeni vrednoti in spodbuditi delodajalce k odpravi  diskriminatornih praks pri zaposlovanju.

Razvojna prioriteta »enakost možnosti in spodbujanje socialne vključenosti« se tako osredotoča zlasti na tri vsebinska področja in se od drugih razvojnih prioritet razlikuje predvsem v vrsti aktivnosti, ki so prednostno usmerjene na ciljne skupine ranljivih oseb na trgu dela, za katere ta razvojna prioriteta pripravlja speciﬁčne pristope za njihove večjo družbeno, delovno in socialno vključenost. Ta področja so: socialno vključevanje z vidika socialnovarstvene, zaposlovalne in podjetniške politike; enakost možnosti in podpora socialni vključenosti v procesu vzgoje in izobraževanja; izvajanje inovativnih ukrepov za spodbujanje socialnega vključevanja in dostopa do zaposlenosti na področju kulture. 
Vsi trije vidiki tako zagotavljajo celovit pristop k povečevanju enakosti možnosti in socialni vključenosti s perspektive izboljšanja položaja posameznika na trgu dela, njegove  zaposljivosti in preprečevanja vsakršne diskriminacije na trgu dela. Skladno z navedenim so opredeljene tudi prednostne usmeritve:
a) enake možnosti na trgu dela in krepitev socialne vključenosti,
b) povečati dostopnost in enake možnosti v sistemu vzgoje in izobraževanja,
c) dvig zaposljivosti ranljivih družbenih skupin na področju kulture in podpora njihovi socialni vključenosti.

## Ranljive skupine in diskriminacija na trgu dela
Darja Zaviršek  navaja, da se posledice različnih ovir ranljivih skupin kažejo v prikrajšanosti in diskriminaciji na različnih ravneh. Na ekonomski ravni kot izključenost iz plačane zaposlitve, nizki dohodki, visoki izdatki za prostorske prilagoditve (stanovanje, delovno mesto) in za prilagoditve predmetov (avto) in izdatki za prevoze in asistenco. Socialna diskriminacija se kaže v obliki arhitekturnih in drugih ovir ter slabe dostopnosti do storitev, ki so dostopne večini, slabšega delovnega mesta od posameznikove usposobljenosti, osamljenosti itd. Na kulturni ravni se diskriminacija odraža v javnost posredovanih žalostnih in neatraktivnih podobah oviranih ljudi v medijih ali na plakatih, stereotipnih reprezentacijah oviranih ljudi v umetnosti (filmih) in podobno. Simbolna diskriminacija pa se kaže v neupoštevanju, ustvarjanju nevidnosti, spregledovanju.

### Ukrepi EU za odpravljanje diskriminacije ranljivih skupin na trgu dela
Rupert in Vilič Klenovšek   navajata različne predloge in ukrepe na ravni EU za odpravljanje diskriminacije in povečanje vključenosti ranljivih in marginaliziranih skupin, kjer se poudarja tridelni pristop, pri katerem gre za povečanje dostopa do javnih služb in priložnosti, uveljavljanje zakonodaje za preprečevanje diskriminacije in kjer je to potrebno, razvoj ciljno usmerjenih pristopov za specifične potrebe vsake skupine.
Konkretni ukrepi pa zajemajo:
- zagotavljanje možnosti za kakovostno delovno mesto, ki omogoča ustrezno in dobro zasnovano dohodkovno podporo
- zmanjševanje zaposlitvenih vrzeli z implementacijo aktivnih politik zaposlovanja
- zagotavljanje enakih možnosti za vse z dobro zasnovanimi socialnimi politikami
- s krepitvijo politik vključevanja in proti-diskriminacije, zlasti v zvezi s priseljenci in njihovimi potomci ter narodnimi manjšinami
- z odpravljanjem razlik pri zagotavljanju zdravstvenih storitev
- z zagotavljanjem dostopa do kakovostnega zdravstvenega varstva
- z odpravljanjem ovir za izobraževanje in usposabljanje na vseh stopnjah za vse ranljive skupine

Slednje je pomembno področje delovanja svetovalnih središč za izobraževanje odraslih. Tudi v evropskem dokumentu »Izobraževanje odraslih: Za učenje ni nikoli prepozno« je navedeno, da v vseh državah pri izobraževanju odraslih redko sodelujejo tisti z najnižjo izobrazbo, starejši ljudje, ljudje iz podeželja in invalidi. Hkrati pa je potrebno poskrbeti še za več možnosti izobraževanja za starejše, že upokojene odrasle

## Programi socialne vključenosti
Programi socialne vključenosti so socialni programi, namenjeni podpori in ohranjanju invalidovih delovnih sposobnosti. Ciljna skupina oseb, ki se vključujejo v programe socialne vključenosti so invalidi, opredeljeni v 35. členu ZZRZI.
Programe socialne vključenosti izvajajo izvajalci, izbrani na javnem razpisu. Na prvem javnem razpisu za izbor izvajalcev programov socialne vključenosti za obdobje od leta 2006 do vključno 2010, je bilo izbranih 21 izvajalcev programov socialne vključenosti, izvajalo pa jih je le 16 .
Tabela 1. Okvirna razčlenitev prispevka Skupnosti za Lizbonske cilje po razvojnem programu v EU.
| Leto          | 2008      | 2009      | 2010      | 2011       | 2012       | Skupaj     |
| ------------- | --------- | --------- | --------- | ---------- | ---------- | ---------- |
| Prispevek (€) | 3 513 705 | 5 339 161 | 9 604 792 | 21 502 150 | 19 910 564 | 59 870 372 |

### Kakšen je delež udeleženih v programe ranljivih skupin
Od leta 2003 do leta 2010 se je programov za ranljive skupine udeležilo 0,5 % celotne populacije v Sloveniji in približno 3,7 % vseh odraslih iz ranljivih skupin.

## Spodbude za zaposlovanje ranljivih skupin
Spodbude za zaposlovanje najbolj ranljivih skupin v Sloveniji med številnimi dokumenti določata Zakonu o urejanju trga dela (ZUTD) in Zakon o socialnem podjetništvu (ZSocP) s 37. členom :
1. Socialno podjetje, ki zaposluje osebe iz 6. člena zakona, ki niso invalidi, je skladno s programom ukrepov upravičeno do subvencije plače teh delavcev ter do drugih pomoči, ki jih uredba iz 6. člena zakona določa kot pomoči prikrajšanim delavcem, resno prikrajšanim delavcem ter osebam, ki imajo priznano omejitev, ki izhaja iz telesnih, duševnih ali psihičnih okvar.
2. Socialno podjetje je do celotnih spodbud iz prejšnjega odstavka upravičeno, če z delavcem iz točke b) prvega odstavka 6. člena tega zakona   sklene delovno razmerje za nedoločen čas ali določen čas, vendar najmanj 12 mesecev, z ostalimi najbolj ranljivimi skupinami ljudi pa za čas, za katerega so na podlagi uredbe iz prejšnjega odstavka upravičeni do subvencije plače.
3. Če je trajanje zaposlitve krajše od 12 mesecev oziroma za skupine, ki jih uredba uvršča med resno prikrajšane delavce, krajše od 24 mesecev, se pomoč ustrezno sorazmerno zmanjša.

## Trije primeri dobrih praks
V Sloveniji so za vključevanje ranljivih odraslih v delovno okolje med drugim namenjeni program Usposabljanje za življenjsko uspešnost (v nadaljevanju UŽU), program Projektno učenje za mlajše odrasle (v nadaljevanju PUM) in program Računalniška pismenost za odrasle (v nadaljevanju RPO) .

### Kdo so povprečni udeleženci v programih UŽU, PUM in RPO?
Odstotki udeležencev v programih za odrasle iz ranljivih skupin
Od leta 2003 do 2010 se je vseh treh programov udeležilo 9137 udeležencev, od tega je bilo 3833 udeležencev programa RPO, 1668 udeležencev programa PUM in 3636 udeležencev programa UŽU. Glede na statistične podatke so se omenjenih programov v preteklosti večinoma udeleževale ženske, 41 % je bilo moških. Večina udeležencev je bila stara med 30 in 49 let  .